# Аджамовка
Аджамовка — упразднённый посёлок в Хабарском районе Алтайского края России. Располагался на территории современного Новоильинского сельсовета. Исключен из учётных данных в 1989 году.

## География
Располагалось в 9 км к юго-западу от села Новоильинка.

## История
Основано в 1907 году. В 1928 г. поселок Аджамский состоял из 135 хозяйств. Центр Аджамского сельсовета Хабарского района Славгородского округа Сибирского края.
Решением Алтайского краевого исполнительного комитета от 03.07.1984 года № 191 поселок исключен из учётных данных.

## Население
В 1926 г. в посёлке проживало 676 человек (330 мужчин и 346 женщин), основное население — украинцы.